# Vérin
Vérin ist eine französische Gemeinde mit 655 Einwohnern (Stand: 1. Januar 2022) im Département Loire in der Region Auvergne-Rhône-Alpes. Sie gehört zum Arrondissement Saint-Étienne und zum Kanton Le Pilat. Die Einwohner werden Vérinois genannt.

## Geografie
Vérin ist die östlichste Gemeinde des Départements Loire. Sie liegt im Regionalen Naturpark Pilat an einer Flussbiegung der Rhône, etwa 28 Kilometer ostnordöstlich von Saint-Étienne. Die Gemeinde Vérin grenzt im Norden an das Département Rhône und im Osten an das Département Isère. Umgeben wird Vérin von den Nachbargemeinden La Chapelle-Villars im Nordwesten und Norden, Condrieu im Nordosten und Osten, Les Roches-de-Condrieu im Osten, Saint-Clair-du-Rhône im Südosten, Saint-Michel-sur-Rhône im Süden sowie Chuyer im Westen. In Vérin wird Wein der Appellation Côtes du Rhône produziert.

## Bevölkerungsentwicklung
| Jahr                       | 1962 | 1968 | 1975 | 1982 | 1990 | 1999 | 2006 | 2014 | 2022 |
| -------------------------- | ---- | ---- | ---- | ---- | ---- | ---- | ---- | ---- | ---- |
| Einwohner                  | 351  | 404  | 411  | 435  | 512  | 577  | 722  | 681  | 655  |
| Quellen: Cassini und INSEE |      |      |      |      |      |      |      |      |      |

## Sehenswürdigkeiten
- Kirche Saint-Pierre
- Schloss Château-Grillet